# Котово (Челябинская область)
Котово — посёлок в Нязепетровском районе Челябинской области России. Входит в состав Ункурдинского сельского поселения.

## География
Находится примерно в 25 км к югу от районного центра, города Нязепетровск, на высоте 334 метров над уровнем моря.

## Население
| 2002 | 2010 |
| ---- | ---- |
| 208  | ↘134 |

По данным Всероссийской переписи, в 2010 году численность населения посёлка составляла 134 человек (62 мужчины и 72 женщины).

## Улицы
Уличная сеть посёлка состоит из 7 улиц.